# Pteris puberula
Pteris puberula là một loài thực vật có mạch trong họ Pteridaceae. Loài này được Ching miêu tả khoa học đầu tiên năm 1941.